# نیمفاشا برچیماس
نیمفاشا برچیماس (انگلیسی: Nimfasha Berchimas؛ زادهٔ ۲۲ فوریهٔ ۲۰۰۸) بازیکن فوتبال اهل ایالات متحده آمریکا است که در حال حاضر برای باشگاه فوتبال شارلوت بازی می‌کند. 
وی همچنین در تیم‌های ملی فوتبال زیر ۱۵، زیر ۱۶ و زیر ۱۷ سال ایالات متحده آمریکا بازی کرده است.